# Stoki (rejon świsłocki)
Stoki (biał. Стокі; ros. Стоки) – wieś na Białorusi, w obwodzie grodzieńskim, w rejonie świsłockim, w sielsowiecie Niezbodzicze.
W dwudziestoleciu międzywojennym miejscowości Stoki I i Stoki II leżały w Polsce, w województwie białostockim, w powiecie wołkowyskim, w gminie Świsłocz. 16 października 1933 utworzono gromadę w gminie Świsłocz. Po II wojnie światowej weszły w struktury ZSRR.